# بلوو (شهرستان اوست-پریستانسکی، سرزمین آلتای)
بلوو (به لاتین: Belovo) یک منطقهٔ مسکونی در روسیه است که در سرزمین آلتای واقع شده‌است.